# Siam Shade VI
Siam Shade VI é o sexto álbum de estúdio da banda Siam Shade e o seu último de inéditas, lançado em 26 de julho de 2000. O disco foi lançado em dois CDs. É o mais pesado trabalho do grupo.

## Desempenho comercial
Alcançou a oitava posição na Oricon Albums Chart, ficando na parada por cinco semanas.

## Faixas

### Disco Um
| # | Título           | Letra              | Música |
| - | ---------------- | ------------------ | ------ |
| 1 | Get a Life       | Hideki; Tim Jensen | Daita  |
| 2 | Fine Weather Day | Hideki; Tim Jensen | Daita  |
| 3 | Outsider         | Junji; Hideki      | Junji  |
| 4 | Shangri-la       | Hideki             | Natin  |
| 5 | Allergy          | Hideki             | Junji  |
| 6 | Black            | Hideki             | Hideki |
| 7 | Sexual Sniper    | Hideki             | Kazuma |
| 8 | Triptych         | Instrumental       | Daita  |

### Disco Dois
| # | Título                          | Letra  | Música        |
| - | ------------------------------- | ------ | ------------- |
| 1 | Fly High                        | Hideki | Daita         |
| 2 | Moon                            | Hideki | Daita         |
| 3 | Setsunasa Yori mo Tooku he      | Hideki | Hideki        |
| 4 | I Am I - An Answer Isn't Needed | Hideki | Daita         |
| 5 | 1999                            | Kazuma | Kazuma        |
| 6 | Heaven                          | Hideki | Daita         |
| 7 | Love is Power                   | Kazuma | Kazuma        |
| 8 | Kumori Nochi Hare               | Hideki | Daita; Hideki |

## Singles

### Kumori Nochi Hare
- Kumori Nochi Hare é o décimo single da banda Siam Shade, tendo sido lançado em 24 de Fevereiro de 1999.

#### Faixas do Álbum
- - 01 Kumori nochi hare
  - 02 Pride (Metal Sex Version -1998 "Ariake"-)
  - 03 Kumori Nochi Hare (Backing Track)

### Black
- Black é o décimo primeiro single da banda Siam Shade, tendo sido lançado em 15 de Setembro de 1999.

#### Faixas do Álbum
- - 01 Black
  - 02 Heaven

### 1999
- 1999 é o décimo segundo single da banda Siam Shade, tendo sido lançado em 29 de Setembro de 1999.

#### Faixas do Álbum
- - 01 1999
  - 02 Allergy

### Setsunasa Yori mo Tooku he
- Setsunasa Yori mo Tooku he é o décimo terceiro single da banda Siam Shade, lançado em 19 de Abril de 2000.

#### Faixas do Álbum
- - 01 Setsunasa Yori mo Tooku he
  - 02 Young, Younger, Youngest
  - 03 Happy?